# Keserű Jánosné
Keserű Jánosné (született Bérci Etelka, Gyoma, 1925. augusztus 26. – ?, 2018. április 1.) magyar közgazdász, politikus (MSZMP), könnyűipari miniszter.

## Életpályája
Okleveles közgazdász. 1950-től különböző gazdasági és politikai tisztségeket töltött be. 1967. január 12. és 1971. május 12. között belkereskedelmi miniszterhelyettes volt, ekkor könnyűipari miniszterré választották, mely tisztséget 1980 végéig töltötte be. 1971 és 1990 között tagja volt a Magyar Nők Országos Tanácsa (MNOT) elnökségének, 1975 és 1985 között az MSZMP Központi Bizottságának is, 1981-től 1986-ig pedig a Magyar Kereskedelmi Kamara (MKK) társelnöke volt.
Férje Keserű János (1925–2008) mezőgazdasági mérnök.

## Művei
- Muszti László – Keserű Jánosné – Seres József: Iskolai ifjúsági olvasómozgalom. Budapest: Tankönyvkiadó. 1952.  = Szocialista nevelés kiskönyvtára,
- Belkereskedelmünk időszerű kérdései. Budapest: Magyar Szocialista Munkáspárt. 1962.

## Díjai, elismerései
- Szocialista Munkáért (1958, 1960)[2][3]
- Munka Érdemrend arany fokozata (1965, 1971)[4][5]
- Szocialista Magyarországért Érdemrend (1977)[6]
- Munka Vörös Zászló érdemrendje (1980)[7]